# Benedikt Schaufelberger
Benedikt Schaufelberger (* 4. Januar 1929 bei Mannheim; † 27. Juli 2011 in Freiburg im Breisgau) war ein Kunsterzieher und Bildender Künstler.

## Leben und Werk
Benedikt Schaufelberger wuchs in Beuron im Donautal auf und verbrachte seine Schulzeit am Friedrich-Gymnasium Freiburg und in Konstanz. Er besuchte die Kunstakademie Freiburg, die Kölner Werkschulen, war Meisterschüler bei Adolf Strübe in Freiburg und erlernte die Kunst des Mosaiks an der Mosaikschule in Ravenna.
Seit 1955 schuf er als freiberuflicher Künstler Wandmalereien, Mosaiken und Glasfenster für Schulen, Kirchen und andere öffentliche Gebäude und hatte Ausstellungen im In- und Ausland. Besonders beschäftigte ihn die kirchliche Kunst. Von 1967 an unterrichtete er 25 Jahre lang als Kunsterzieher am Kolleg St. Sebastian in Stegen. 
Schaufelberger war Gründungsmitglied der Gemeinschaft Christlicher Künstler in der Erzdiözese Freiburg und von 1988 bis 1999 deren Erster Vorsitzender.
Schaufelberger war seit 1958 mit Hildegard Schaufelberger verheiratet und lebte in Freiburg-Kappel.

## Auszeichnungen
- Päpstlicher Orden Pro Ecclesia et Pontifice

## Werke (Auswahl)
- 1957 Verglasung, Mosaikkreuz und weitere Arbeiten, Kreuzweg in Mosaiktechnik Kirche zum Guten Hirten in Weil am Rhein
- 1957 Wandgemälde[3] hinter den Altären, Kreuzwegstation St. Josef (Mosbach)
- 1973 Wandkreuz und Kirchenfenster Maria Königin (Schlechtnau)[4]
- 1967 Kreuzwegstationen aus Mosaik St. Jakobus der Ältere (Todtnauberg)[5]
- 1975 Fenster in der Kapelle des Seniorenzentrums St. Raphael (Titisee-Neustadt)[6]
- Schloßkapelle: Schloss Stegen-Weiler Westliches Rundfenster mit dem Lamm Gottes
- Sonnenuhr an der Fassade der Schauinslandschule in Freiburg-Kappel[7]
- Buntglasfenster mit Waldszenen Sparkassenfiliale St. Märgen. Heute im Innenbereich
- Chorbild in der Kirche St. Achatius, Niederhausen[8]

## Publikationen
- Skizzen aus dem Val d’Anniviers: Croquis. Bildband. Schillinger, Freiburg i. Br.  1993, ISBN 3-89155-147-9.
- Reisen in Burgund. Kunstführer. Fink, Lindenberg 1996, ISBN 3-931820-03-3.
- Wie die Freiburger ihr Münster bauten. Eine Zeitreise in historisch präzisen Zeichnungen. Herder, Freiburg 2000, 5. aktualisierte und erg. Aufl. 2006, ISBN 3-451-29262-9.